# Makoto Kobori
Makoto Kobori (小堀誠, Kobori Makoto) est un acteur japonais né le 6 mars 1885 et mort le 5 mars 1957 à l'âge de 71 ans.

## Biographie
Makoto Kobori a tourné dans près de 70 films entre 1915 et 1917 puis entre 1944 et 1957.

## Filmographie sélective
- 1944 : La Ville en liesse (歓呼の町, Kanko no machi?) de Keisuke Kinoshita : Tada
- 1944 : Kaette kita otoko (還って来た男?) de Yūzō Kawashima : Tsuruzō Yano
- 1947 : Des cœurs purs comme la lune (こころ月の如く, Kokoro tsuki no gotoku?) de Hiroshi Inagaki
- 1947 : Le simple rōnin force le passage (素浪人罷通る, Surōnin makaritōru?) de Daisuke Itō : Echizen'nokami Ōoka
- 1947 : Bonbon (ぼんぼん?) de Kiyoshi Saeki
- 1948 : Kiso no tengu (木曾の天狗?) de Sadatsugu Matsuda
- 1948 : Les Rémoras I (小判鮫 第一部 怒濤篇, Kobanzame: Daiichibu: Dotō hen?) de Teinosuke Kinugasa
- 1949 : Les Rémoras II (小判鮫 第二部 愛憎篇, Kobanzame: Dainibu: Aizō hen?) de Teinosuke Kinugasa
- 1949 : Flamme de mon amour (我が恋は燃えぬ, Waga koi wa moenu?) de Kenji Mizoguchi
- 1949 : Histoires de détectives : le capuchon violet I (佐平次捕物帳 紫頭巾 前篇, Saheiji torimono-chō: Murasaki zukin I?) de Masahiro Makino : Sekisai Ōkubo
- 1949 : Histoires de détectives : le capuchon violet II (佐平次捕物帳 紫頭巾 後篇, Saheiji torimono-chō: Murasaki zukin II?) de Masahiro Makino : Sekisai Ōkubo
- 1949 : Jinsei senshu (人生選手?) de Shigeo Tanaka : Kumekichi Tachibana
- 1949 : Rinchi (私刑?) de Nobuo Nakagawa : Matsugorō Sugawara
- 1951 : Le Palanquin mystérieux (おぼろ駕籠, Oborokago?) de Daisuke Itō
- 1951 : Shōbō kesshi-tai (消防決死隊?) de Shigeo Tanaka : Heizō
- 1951 : Tengu no an (天狗の安?) de Sadatsugu Matsuda
- 1952 : Furisode kyōjo (振袖狂女?) de Kimiyoshi Yasuda : Ieyasu Tokugawa
- 1952 : Vivre (生きる, Ikiru?) d'Akira Kurosawa : Kiichi Watanabe, le frère de Kanji
- 1953 : Minami jūji-sei wa itsuwarazu (南十字星は偽らず?) de Shigeo Tanaka
- 1953 : Les Jeunes Filles en fleurs (花の中の娘たち, Hana no naka no musumetachi?) de Kajirō Yamamoto
- 1953 : Jirochō sangokushi: Dairokubu: Tabigarasu Jirochō ikka (次郎長三国志 第六部 旅がらす次郎長一家?) de Masahiro Makino
- 1954 : Hana no san do Kasa (花の三度笠?) de Katsuhiko Tasaka (en)
- 1954 : Koina no Ginpei (鯉名の銀平?) de Kazuo Mori : Gohei
- 1954 : Kakute yume ari (かくて夢あり?) de Yasuki Chiba : Kinzō
- 1954 : Le Gouverneur en furie (鉄火奉行, Tekka bugyō?) de Teinosuke Kinugasa
- 1955 : La Relation matrimoniale (夫婦善哉, Meoto zenzai?) de Shirō Toyoda : Ihei
- 1955 : Asunaro monogatari (あすなろ物語?) de Hiromichi Horikawa
- 1956 : L'Étrange amour de la femme blanche (白夫人の妖恋, Byaku fujin no yoren?) de Shirō Toyoda
- 1956 : Uwaki ryokō (浮気旅行?) de Toshio Sugie
- 1956 : Abare tobi (あばれ鳶?) de Kazuo Mori